# 噓聲的愛 Buu!
《噓聲的愛 Buu!》（恋にBooing ブー!）是日本的女子偶像組合S/mileage的第5张单曲，於2011年4月27日由hachama发售。

## 概要
- 《噓聲的愛 Buu!》是東京電視台節目4月的片尾曲。
- 此單曲有5個版本，分別有「初回生産限定盤A - D」和「CD ONLY」。「初回生産限定盤A - C」收錄了《噓聲的愛 Buu!》的PV。
- 「初回生産限定盤A - D」收錄了B面曲《給您，我的初戀》，而「CD ONLY」收錄了洗牌組合蒲公英的《我墜入愛河！》。
- 在5月9日於Oricon公信榜單曲週榜取得第6位。

## 收錄内容

### CD（初回生産限定盤A - D）
1. 噓聲的愛 Buu!
（作詞、作曲：淳君　編曲：山崎淳）
2. 給您，我的初戀（初恋の貴方へ）
（作詞、作曲：淳君　編曲：板垣祐介）
3. 噓聲的愛 Buu!(Instrumental)

### CD（CD ONLY）
1. 噓聲的愛 Buu!
2. 我墜入愛河！（恋をしちゃいました!）
（作詞、作曲：淳君　編曲：平田祥一郎）
3. 噓聲的愛 Buu!(Instrumental)

### DVD（初回生産限定盤A）
1. 噓聲的愛 Buu!（Dance Shot Ver.）

### DVD（初回生産限定盤B）
1. 噓聲的愛 Buu!（Boo Ver.）

### DVD（初回生産限定盤C）
1. 噓聲的愛 Buu!（Black Ver.）